# Soissons-sur-Nacey
Soissons-sur-Nacey ist eine französische Gemeinde mit 357 Einwohnern (Stand: 1. Januar 2022) im Département Côte-d’Or in der Region Bourgogne-Franche-Comté (vor 2016 Bourgogne). Sie gehört zum Arrondissement Dijon und zum Kanton Auxonne.

## Geographie
Soissons-sur-Nacey liegt etwa neun Kilometer nordöstlich von Auxonne und 35 Kilometer ostsüdöstlich von Dijon. Umgeben wird Soissons-sur-Nacey von den Nachbargemeinden Vielverge im Westen und Norden, Champagney im Osten, Pointre im Südosten sowie Flammerans im Süden.

## Bevölkerungsentwicklung
| Jahr                       | 1962 | 1968 | 1975 | 1982 | 1990 | 1999 | 2006 | 2013 | 2019 |
| Einwohner                  | 203  | 199  | 212  | 221  | 216  | 259  | 298  | 360  | 362  |
| Quellen: Cassini und INSEE |      |      |      |      |      |      |      |      |      |

## Sehenswürdigkeiten

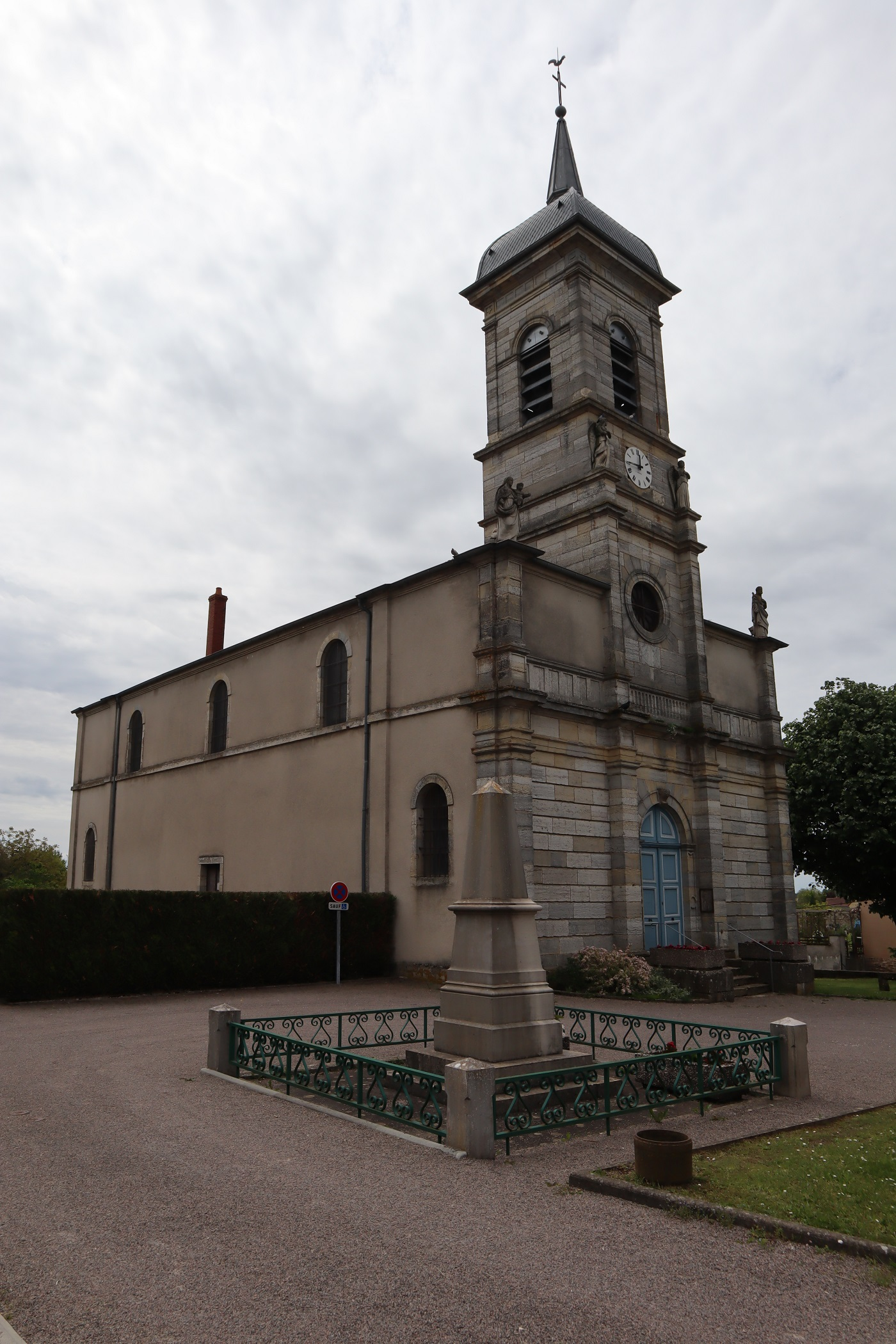
Geburts-Kirche

- Geburts-Kirche (Église de la Nativité)